# Хасбара

Заклик на сайті «Товариства Хасбара» організовано долучається до редагування Вікіпедії, де на думку активістів організації, Ізраїль висвітлюється в негативному світлі.

Хасбара́ (івр. הסברה) — різновид пропаганди держави Ізраїль. Первісне значення слова «хасбара» — роз'яснення, однак існує думка, що точного відповідника в інших мовах не існує. Цей термін натомість визначають, як намагання єврейських організацій у світі, а також державних установ Ізраїлю краще роз'яснити світовій спільноті дії та політику Ізраїлю.[неавторитетне джерело] Критики вказують на те, що хасбара є видом піару і спрямована на виправдовування дій Ізраїлю замість зміни ситуації, що зазнає критики.[відсутнє в джерелі]

## Використання хасбари
Декілька державних установ Ізраїлю використовують цей пропагандистський засіб для роз'яснення позиції уряду країни стосовно того чи іншого питання. Зокрема Міністерство іноземних справ спонсорує «Товариство Хасбара» і низку інших єврейських і ізраїльських організацій в навчальних закладах і багатьох громадах США і інших країн світу. У 2002 р. на ці цілі було виділено 8,6 млн доларів, що вважалося недостатнім багатьма критиками.
«Товариство Хасбара», наприклад, активно залучає студентів для проведення про-ізраїльських акцій в навчальних закладах США. Товариство було започатковане релігійною організацією Аїш Ха Тора (Вогонь Тори) і розташована у Нью-Йорку. В рамках програми, молоді люди проходять підготовку у США та Ізраїлі, зустрічаються з провідними політиками країни, вивчають методи ефективного впливу на ЗМІ. Тільки у США, за власним визнанням, ця організація вже підготувала більше тисячі активістів у більш ніж 220 навчальних закладах США. Наразі існують плани поширити діяльність організації й на Канаду. Тільки у 2007 р. «Товариство Хасбара» брало участь у демонстраціях проти про-палестинських заходів в університетах, в акціях протесту проти книги колишнього президента Джиммі Картера Палестина: Мир, а не апартеїд. Також на сайті організації були розміщені заклики до молоді залучатися до позитивного висвітлення Ізраїлю на сторінках Вікіпедії (див. зображення).

## Методи
Активістами, які запроваджують хасбару в навчальних закладах розроблена детальна інструкція з використання дійових методів формування громадської думки стосовно Ізраїлю. Вважається, що політика уряду і держави Ізраїль буде доступною широкому загалу населення, якщо вона буде представлена з точки зору простого ізраїльтянина. Методи впливу на громадську думку і використання хасбари викладені в детальному Підручнику Хазбари, який крім іншого, зокрема рекомендує в спробах довести точку зору Ізраїлю зосереджуватися на підборі негативних назв для критиків Ізраїлю, позитивних слів і висловів стосовно Ізраїлю, використанні сприятливих свідчень відомих і поважних людей, використанні вже відомих подій і процесів (наприклад тероризм) для акцентування позитивної ролі Ізраїлю в цьому процесі.